# Museu Municipal de Vila Franca de Xira
O Museu Municipal de Vila Franca de Xira é um museu patrocinado pelo município de Vila Franca de Xira, em Portugal, distribuindo-se por vários núcleos museológicos.
Constitui-se em espaços onde se expoem e divulgam ao público em geral colecções museológicas e culturais resultantes dos programas de investigação, recolhas e conservação, realizados no município, além de memórias e testemunhos históricos e patrimoniais desde a pré-história até ao século XX.
O Museu é hoje integrado por diversos pólos distribuídos pelo Concelho:
- Museu Municipal de Vila Franca de Xira – Núcleo-Sede
- Núcleo do Barco Varino Liberdade
- Núcleo de Alverca (imagem)
- Núcleo do Mártir Santo
- Laboratório de Conservação e Restauro – Quinta da Piedade

## História
A instituição remonta à constituição de uma biblioteca, pelo advogado e colecionador, Dr. Vidal Baptista, em 1947. Posteriormente, em 1951, passou a designar-se "Biblioteca-Museu Dr. Vidal Baptista", em homenagem ao seu fundador, tendo conhecido um período de grande atividade até ao falecimento do mesmo, em 1972.
Na fase que se seguiu, até à década de 1980, a biblioteca-museu mergulhou num relativo esquecimento, vindo mesmo a encerrar as suas atividades.
Em 1985 reabriu ao público o chamado "núcleo-sede", instalado em parte do edifício setecentista à rua Serpa Pinto, em Vila Franca de Xira, erguido por determinação do nobre Diogo Baracho.
Com a aquisição e recuperação de uma embarcação tradicional do rio Tejo, o "barco varino Liberdade", constituiu-se em 1988 o segundo núcleo museológico.
Em 1990 inaugurou-se o "Núcleo Museológico de Alverca" no edifício setecentista da antiga Câmara de Municipal de Alverca, diante do qual se ergue o pelourinho manuelino.
No ano de 1995 foram transferidos do chamado "núcleo-sede" para a Quinta e Palácio do Sobralinho, adquiridos pelo município desde 1993, os serviços técnicos do museu, as reservas museológicas, o laboratório de conservação e restauro e uma oficina de artes integrada no sector educativo. Conservou-se aberta ao público, em Vila Franca de Xira, até ao ano de 2000, uma pequena exposição documentando o programa museológico do Museu Municipal.
Em 2001 foi inaugurado o "Núcleo Museológico da Igreja do Mártir Santo São Sebastião", também em Vila Franca de Xira, voltado para a arte sacra, e integrado ainda por uma colecção antoniana e uma coleção de arqueologia do sítio.
Ainda no mesmo ano, o Museu passou a integrar a Rede Portuguesa de Museus.
Finalmente, em 27 de setembro de 2003, foi reinaugurado o "núcleo-sede". O edifício setecentista, apresentando apenas a parte sul e a fachada, foi recuperado e adaptado a espaço museológico pela autarquia, com co-financiamento pelo Plano Operacional da Cultura, e projecto arquitectónico a cargo do arquitecto Cândido Chuva Gomes. Aqui voltaram a ser reinstalados parte dos serviços técnicos e de direcção do Museu, bem como disponibilizadas novas áreas abertas ao público: sala de exposições, centro de documentação e oficina educativa, auditório polivalente e loja.